# Eesti Karikas 2024-2025
La Coppa d'Estonia 2024-2025 (in estone Eesti Karikas) è stata la 33ª edizione del torneo, iniziata il 12 giugno 2024 e terminata il 24 maggio 2025. Il Kalju Nõmme ha vinto la competizione per la seconda volta nella sua storia.

## Formula del torneo
La griglia delle partite per il primo turno è stata stilata il 24 maggio 2024, un giorno prima della finale dell'edizione precedente.
Partono direttamente dai sedicesimi di finale Flora Tallinn, Levadia Tallinn e Kalev Tallinn in quanto primi tre classificati del campionato 2023, oltre al Paide finalista della coppa nazionale. Per il resto, gli accoppiamenti e il turno di ingresso nel torneo sono sorteggiati in modo totalmente casuale e non ci sono teste di serie.
I sorteggi del secondo turno sono stati effettuati il 31 maggio.
| Turno                | Numero di incontri | Squadre | Entrano a questo turno | Data sorteggio   |
| -------------------- | ------------------ | ------- | --- | ---------------- |
| Primo turno          | 10                 | 70 → 60 | 1 squadra di Meistriliiga 4 squadre di Esiliiga 3 squadre di Esiliiga B 2 squadre di II Liiga 7 squadre di III Liiga 2 squadre di IV Liiga 1 squadra di Rahvaliiga  | 24 maggio 2024   |
| Secondo turno        | 28                 | 64 → 32 | 5 squadre di Meistriliiga 4 squadre di Esiliiga 3 squadre di Esiliiga B 7 squadre di II Liiga 16 squadre di III Liiga 6 squadre di IV Liiga 5 squadre di Rahvaliiga | 31 maggio 2024   |
| Sedicesimi di finale | 16                 | 32 → 16 | 4 squadre di Meistriliiga | 1º agosto 2024   |
| Ottavi di finale     | 8                  | 16 → 8  | – | 6 settembre 2024 |
| Quarti di finale     | 4                  | 8 → 4   | – | 22 febbraio 2025 |
| Semifinali           | 2                  | 4 → 2   | – | 10 marzo 2025    |
| Finale               | 1                  | 2 → 1   | – | -                |

## Squadre partecipanti
Le 10 squadre della Meistriliiga 2024
- 1 al primo turno: Kuressaare.
- 5 al secondo turno: Kalju Nõmme, Nõmme United, Tammeka Tartu, Trans Narva, Vaprus Pärnu
- 4 ai sedicesimi di finale: Flora Tallinn, Kalev Tallinn, Levadia Tallinn, Paide.

8 delle 10 squadre dell'Esiliiga 2024
- 4 al primo turno: Flora Tallinn U21, Harju Laagri, Tabasalu, Viimsi.
- 4 al secondo turno: Elva, FC Tallinn, Kalev Tallinn U21, Welco Tartu.

6 delle 10 squadre dell'Esiliiga B 2024
- 3 al primo turno: Kalev Tartu, TJK Legion, Tulevik Viljandi.
- 3 al secondo turno: Läänemaa, Pärnu JK, Phoenix Jõhvi.

9 delle 28 squadre di II Liiga 2024
- 2 al primo turno: Raplamaa, Saue.
- 7 al secondo turno: Ararat Tallinn, Flora Tallinn U19, Helios Tartu, NPM Silmet Sillamäe, Sporting Saku, Ulasabat Tabasalu, Zapoos Tallinn.

23 squadre di III Liiga 2024
- 7 al primo turno: Kalev Tallinn Juunior, Kohtla-Järve Linnameeskond, Kose, Poseidon Pärnu, Tamper Tallinn, Vastseliina, Zealot Sporting.
- 16 al secondo turno: Aliens Maardu, Eston Villa, Hell Hunt Tallinn, Inter Tartu, Järva-Jaani, Kalev Kuusalu, Kristiine, Loo, Lootos Põlva, Märjamaa, Maksatransport, Rumori Calcio, Smsraha, Starmedia Tallinn, Team Helm, Welco X Tartu.

8 squadre di IV Liiga 2024
- 2 al primo turno: Kose II, Soccernet.
- 6 al secondo turno: Est Ham United, Gamesport Tallinn, Olympic Tallinn, Vigri Aruküla, Wise Tallinn, Wolves Tallinn.

6 squadre di Rahvaliiga 2024
- 1 al primo turno: VHP Tartu.
- 5 al secondo turno: FC Kohvile, Hiiumaa-Läänemaa II, Kubik, Pelgu City, Saare Latte.

## Primo turno
| Squadra 1             | Risultato   | Squadra 2       |
| --------------------- | ----------- | --------------- |
| 12 giugno 2024        |             |                 |
| TJK Legion            | 3 – 1       | Raplamaa        |
| Viimsi                | 0 – 1       | Kuressaare      |
| Vastseliina           | 5 – 0       | VHP Tartu       |
| Kohtla-Järve LM       | 4 – 0       | Soccernet       |
| 13 giugno 2024        |             |                 |
| Tulevik Viljandi      | 2 – 1 (dts) | Zealot Sporting |
| 19 giugno 2024        |             |                 |
| Kalev Tallinn Juunior | 0 – 6       | Tabasalu        |
| 26 giugno 2024        |             |                 |
| Tamper Tallinn        | 4 – 1       | Poseidon Pärnu  |
| 27 giugno 2024        |             |                 |
| Flora Tallinn U21     | 4 – 0       | Saue Laagri     |
| 30 luglio 2024        |             |                 |
| Kose                  | 1 – 6       | Kalev Tartu     |
| 31 luglio 2024        |             |                 |
| Kose II               | 0 – 26      | Harju Laagri    |

## Secondo turno
| Squadra 1         | Risultato   | Squadra 2           |
| ----------------- | ----------- | ------------------- |
| 6 luglio 2024     |             |                     |
| Zapoos Tallinn    | 4 – 3       | NPM Silmet Sillamäe |
| 23 luglio 2024    |             |                     |
| Saare Latte       | 2 – 6       | Hiiumaa-Läänemaa II |
| Läänemaa          | 5 – 1       | Rumori Calcio       |
| 27 luglio 2024    |             |                     |
| Vastseliina       | 1 – 5       | Ulasabat Tabasalu   |
| 28 luglio 2024    |             |                     |
| Est Ham United    | 0 – 4       | Inter Tartu         |
| 29 luglio 2024    |             |                     |
| Tamper Tallinn    | 3 – 1       | Welco Tartu X       |
| 30 luglio 2024    |             |                     |
| Kalev Kuusalu     | 0 – 4       | Helios Tartu        |
| Smsraha           | 1 – 3       | Ararat/TTÜ          |
| Tulevik Viljandi  | 3 – 0       | Järva-Jaani         |
| 31 luglio 2024    |             |                     |
| Aliens Maardu     | 0 – 12      | Kuressaare          |
| Kristiine         | 0 – 5       | TJK Legion          |
| Nõmme United      | 9 – 0       | Kohtla-Järve LM     |
| Kalju Nõmme       | 11 – 1      | Eston Villa         |
| Saku Sporting     | 1 – 2       | FC Tallinn          |
| Phoenix Jõhvi     | 3 – 1       | FC Kohvile          |
| Lootos Põlva      | 0 – 3       | Starmedia Tallinn   |
| Welco Tartu       | 2 – 3 (dts) | Flora Tallinn U21   |
| Maksatransport    | 3 – 1       | Pärnu JK            |
| 1º agosto 2024    |             |                     |
| Hell Hunt Tallinn | 1 – 3       | Tabasalu            |
| Flora Tallinn U19 | 0 – 6       | Kalev Tallinn U21   |
| 6 agosto 2024     |             |                     |
| Kubik Viimsi      | 3 – 4 (dts) | Märjamaa            |
| Wolves Tallinn    | 0 – 8       | Elva                |
| 7 agosto 2024     |             |                     |
| Gamesport Tallinn | 0 – 24      | Tammeka Tartu       |
| Vaprus Pärnu      | 11 – 0      | Olympic Tallinn     |
| Loo               | 2 – 4       | Team Helm           |
| FC Wise           | 0 – 15      | Harju Laagri        |
| 13 agosto 2024    |             |                     |
| Trans Narva       | 7 – 0       | Vigri Aruküla       |
| 14 agosto 2024    |             |                     |
| Kalev Tartu       | 7 – 0       | Pelgu City          |

## Sedicesimi di finale
| Squadra 1         | Risultato       | Squadra 2           |
| ----------------- | --------------- | ------------------- |
| 13 agosto 2024    |                 |                     |
| TJK Legion        | 2 – 2 (4-1 dtr) | Phoenix Jõhvi       |
| 14 agosto 2024    |                 |                     |
| Flora Tallinn U21 | 0 – 7           | Kalju Nõmme         |
| Kalev Tallinn U21 | 2 – 5           | Zapoos Tallinn      |
| Harju Laagri      | 3 – 0           | Nõmme United        |
| 21 agosto 2024    |                 |                     |
| Helios Tartu      | 1 – 3 (dts)     | Hiiumaa-Läänemaa II |
| Kalev Tallinn     | 14 – 0          | Inter Tartu         |
| 27 agosto 2024    |                 |                     |
| Märjamaa          | 0 – 2           | Tabasalu            |
| 28 agosto 2024    |                 |                     |
| Vaprus Pärnu      | 10 – 0          | Ararat/TTÜ          |
| Team Helm         | 1 – 5           | Elva                |
| 4 settembre 2024  |                 |                     |
| Maksatransport    | 0 – 3           | Tamper Tallinn      |
| Kuressaare        | 7 – 0           | Kalev Tartu         |
| 7 settembre 2024  |                 |                     |
| Trans Narva       | 6 – 1           | Starmedia Tallinn   |
| 11 settembre 2024 |                 |                     |
| Levadia Tallinn   | 8 – 1           | Tulevik Viljandi    |
| 9 ottobre 2024    |                 |                     |
| Ulasabat Tabasalu | 1 – 6           | Läänemaa            |
| 15 ottobre 2024   |                 |                     |
| FC Tallinn        | 2 – 1           | Tammeka Tartu       |
| 30 ottobre 2024   |                 |                     |
| Flora Tallinn     | 0 – 2           | Paide               |

## Ottavi di finale
| Squadra 1           | Risultato | Squadra 2       |
| ------------------- | --------- | --------------- |
| 30 ottobre 2024     |           |                 |
| Hiiumaa-Läänemaa II | 2 – 3     | Zapoos Tallinn  |
| Vaprus Pärnu        | 3 – 0     | Läänemaa        |
| Tamper Tallinn      | 0 – 9     | Kalju Nõmme     |
| Elva                | 1 – 3     | Levadia Tallinn |
| 31 ottobre 2024     |           |                 |
| Harju Laagri        | 0 – 3     | Trans Narva     |
| Kalev Tallinn       | 3 – 0     | TJK Legion      |
| Tabasalu            | 1 – 3     | FC Tallinn      |
| 23 novembre 2024    |           |                 |
| Paide               | 2 – 1     | Kuressaare      |

## Quarti di finale
| Squadra 1       | Risultato | Squadra 2      |
| --------------- | --------- | -------------- |
| 4 marzo 2025    |           |                |
| Levadia Tallinn | 7 – 0     | Zapoos Tallinn |
| Trans Narva     | 3 – 1     | Vaprus Pärnu   |
| 5 marzo 2025    |           |                |
| Kalju Nõmme     | 1 – 0     | Paide          |
| FC Tallinn      | 0 – 5     | Kalev Tallinn  |

## Semifinali
| Squadra 1       | Risultato | Squadra 2   |
| --------------- | --------- | ----------- |
| 13 maggio 2025  |           |             |
| Kalev Tallinn   | 0 – 5     | Kalju Nõmme |
| 14 maggio 2025  |           |             |
| Levadia Tallinn | 1 – 0     | Trans Narva |

## Finale
| Tallinn 24 maggio 2025, ore 17:00 USZ1 | Kalju Nõmme          | 3 – 3 (d.t.s.)                           | Levadia Tallinn | A. Le Coq Arena |
| \| \| \| \| \| Kask 72’ Jabir 80’ Ivanov 86’ (rig.) \| Marcatori \| 17’ Ainsalu 48’ (rig.) Pedro 89’ Lepistu \| \| Tarassenkov Orlov Siht Tambedou \| Tiri di rigore 4 – 1 \| Ainsalu Tur Zakarlyuka \| |                      |                                          |                 |                 |
| |                      |                                          |                 |                 |
| Kask 72’ Jabir 80’ Ivanov 86’ (rig.) | Marcatori            | 17’ Ainsalu 48’ (rig.) Pedro 89’ Lepistu |                 |                 |
| Tarassenkov Orlov Siht Tambedou | Tiri di rigore 4 – 1 | Ainsalu Tur Zakarlyuka                   |                 |                 |